# Rhytidiadelphus printzii
Rhytidiadelphus printzii là một loài Rêu trong họ Hylocomiaceae. Loài này được Kaal. mô tả khoa học đầu tiên năm 1919.